# Горонталски макаки
Горонталски макаки (Macaca nigrescens) је врста примата из породице мајмуна Старог света (Cercopithecidae).

## Распрострањење
Индонежанско острво Сулавеси, то јест средишњи део његовог северног полуострва, једино је познато природно станиште врсте.

## Станиште
Станиште горонталског макакија су шуме.

## Угроженост
Ова врста се сматра рањивом у погледу угрожености врсте од изумирања.

### Популациони тренд
Популација ове врсте се смањује, судећи по расположивим подацима.